# Chartered Institute of Management Accountants

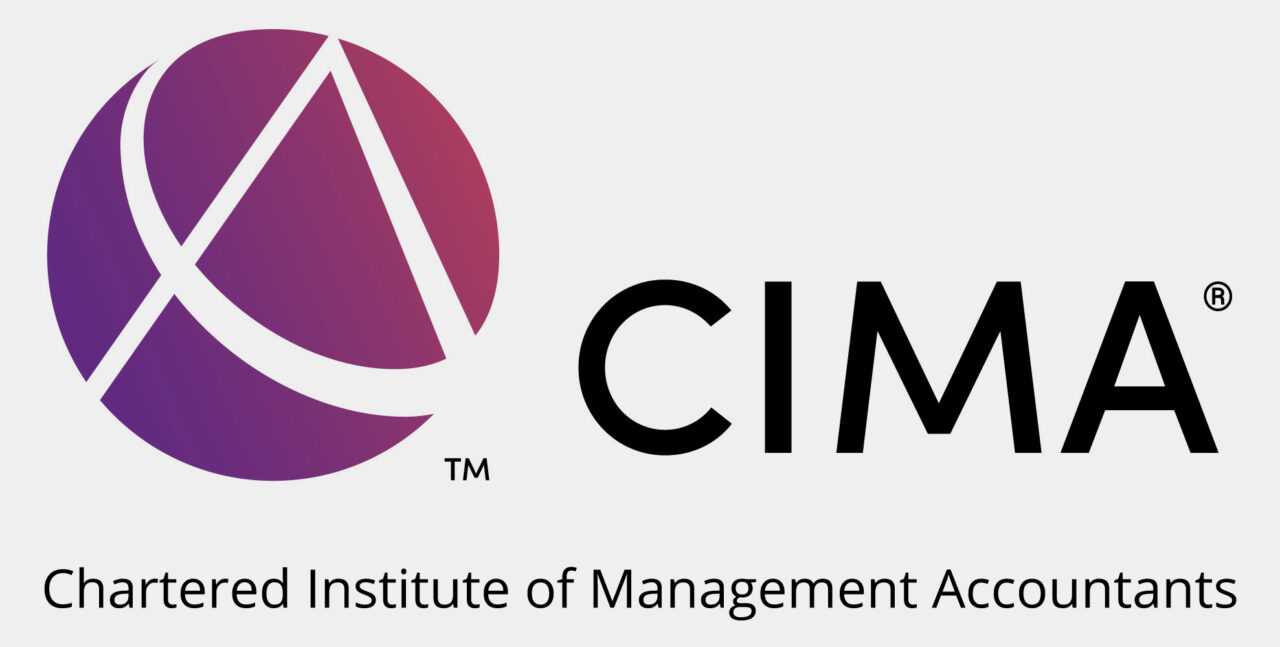
Logotipo del instituto.

El Chartered Institute of Management Accountants (CIMA) es un instituto de formación profesional en el Reino Unido dedicado a la formación profesional en contabilidad y gestión de empresas, y otros temas relacionados. El Instituto ofrece un apoyo continuo para sus miembros.
CIMA es una de las más grandes asociaciones de contadores profesionales en el Reino Unido, en la República de Irlanda y el mundo del idioma inglés. La junta de la asociación se dedica sobre todo al desarrollo del control de gestión de empresas en el Reino Unido y en todo el mundo.
CIMA es el órgano de gestión contable más grande del mundo, con más de 216.000 miembros y estudiantes en más de 176 países.
CIMA es miembro del Consultative Committee of Accountancy y es miembro de la International Federation of Accountants.
CIMA tiene un acuerdo con el Instituto Americano de Contadores Públicos y Certificados (American Institute of Public Certified Accountants).
Los miembros españoles o de países latinoamericanos de CIMA muchas veces trabajan en el Reino Unido o en empresas multinacionales que ofrecen y apoyan este tipo de formación.